# ليو جولوتا
ليو جولوتا (بالإيطالية: Leo Gullotta)‏ هو ممثل إيطالي، ولد في 9 يناير 1946 في إيطاليا.

## أعمال

### أفلام
- (1988) سينما باراديزو الجديدة
- (1990) الجميع بخير
- (2010) الأب والغريب

## وصلات خارجية
- ليو جولوتا على موقع IMDb (الإنجليزية)
- ليو جولوتا على موقع ميتاكريتيك (الإنجليزية)
- ليو جولوتا على موقع روتن توميتوز (الإنجليزية)
- ليو جولوتا على موقع ألو سيني (الفرنسية)
- ليو جولوتا على موقع أول موفي (الإنجليزية)
- ليو جولوتا على موقع قاعدة بيانات الأفلام السويدية (السويدية)
- ليو جولوتا على موقع قاعدة بيانات الفيلم (الإنجليزية)
- ليو جولوتا على موقع كينوبويسك (الروسية)
- ليو جولوتا على موقع ANN person (الإنجليزية)